# Бомон ди Перигор
Бомон ди Перигор (фр. Beaumont-du-Périgord) је насељено место у Француској у региону Аквитанија, у департману Дордоња.
По подацима из 2011. године у општини је живело 1101 становника, а густина насељености је износила 45,53 становника/km².

## Демографија
| 1962. | 1968. | 1975. | 1982. | 1990. | 2011. |
| ----- | ----- | ----- | ----- | ----- | ----- |
| 1.019 | 1.110 | 1.226 | 1.261 | 1.155 | 1.101 |